# 맥박산소측정

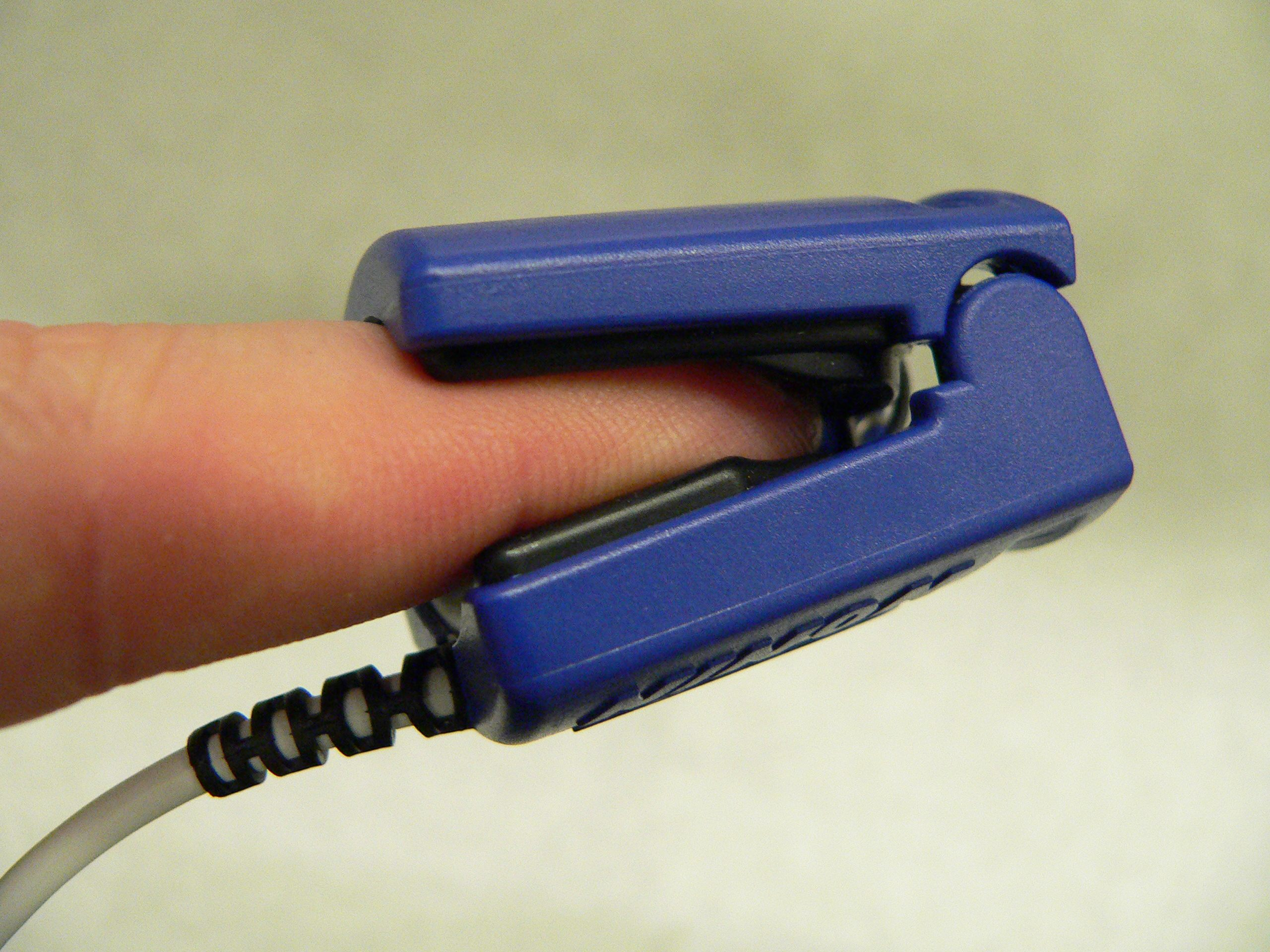

맥박산소측정(脈搏酸素測定,Pulse oximetry)은 혈액의 산소포화도를 혈액 채취 없이 측정하는 기법이다. 광혈량측정법을 이용해서 혈액의 헤모글로빈이 얼마나 산소로 포화되었는지 계산한다. 이 방식에 의한 산소측정기를 맥박산소측정기(脈搏酸素測定器) 또는 펄스옥시미터(Pulse oximeter)라고 부른다. 호흡이 잘 안되어서 산소포화도가 부족하면 산소 치료가 고려될 수 있다.
일산화 탄소 중독 환자는 더 복잡한 CO-산소측정기(CO-oximeter)를 이용해야 하는 경우가 있다.

## 같이 보기
- 기계환기
- 산소 센서
- 포화 산소량
- 광혈량도
- 수면 무호흡증